# Fannia capicornis
Fannia capicornis är en tvåvingeart som beskrevs av Xue 1998. Fannia capicornis ingår i släktet Fannia och familjen takdansflugor. Inga underarter finns listade i Catalogue of Life.